# Kyongae Chang
Kyongae Chang (coreà: 장경애)  (Seül, 5 de setembre de 1946) és una astrofísica sud-coreana. És més coneguda pel seu treball sobre lents gravitacionals, inclosa la lent de Chang-Refsdal.
Chang va néixer a Seül. Va treballar com a investigadora associada en astrometria de binàries amb els professors Peter van de Kamp i Wulff Dieter Heintz a l'Observatori Sproul des de 1969 fins a 1971. Des de 1975 fins a 1980 va treballar en un Dr. rer. nat. a la Universitat d'Hamburg, graduant-se amb el seu treball sobre la lent de Chang-Refsdal. El resultat principal es va publicar a Nature l'any 1979 immediatament després del descobriment de la primera lent gravitatòria.
Va tornar a Corea del Sud el 1985 i es va convertir en professora a la Universitat de Cheongju.